# Міскатонік
Міскатонік (англ. - Miskatonic) —вигадана Говардом Ф. Лавкрафтом річка, що протікає через Нову Англію вглиб штату Массачусетс. 
В долині річки Міскатонік (англ. -Miskatonic Valley) розташоване місто Аркгем, а в пагорбах цієї долини заховані сліди чарівницьких поселень. 
Річка дала назву Міскатонікському університету.
Вперше згадується в оповіданні «Малюнок в давній книзі». Потім зустрічається у ряді творів з циклу про міфи Ктулху.